# Luigi Binard
Luigi Binard (Livorno, 1827 – Fauglia, 20 gennaio 1897) è stato un politico italiano.

## Biografia
Figlio del console Claudio Binard, venne eletto Deputato del Regno di Sardegna nella VII legislatura. Ritornò alla Camera dei Deputati nella X legislatura del Regno d'Italia.
Alla morte lasciò la sua cospicua eredità di circa 2 milioni di lire dell'epoca all'"Istituto Vittorio Emanuele II per fanciulli ciechi" di Firenze.